# アブドゥラ・アリポフ
アブドゥラ・ニグマトヴィッチ・アリポフ（ウズベク語: Абдулла Ниғматович Орипов / Abdulla Nigʻmatovich Oripov、ロシア語: Абдулла Нигматович Арипов、1962年5月24日 – ）は、ウズベキスタンの政治家、同国首相。ウズベキスタン自由民主党所属、タシュケント出身。

## 経歴
タシュケント情報技術大学を卒業し、1983年から1992年まで、アリポフはタシケント電話電信局で一級電気工事士として勤務していた。ウズベキスタン通信省の主任専門家として従事し、1993年から1995年までは外国貿易会社「オジンペクサロカ」の副社長を務め、1995年にはウズベキスタン共和国通信省の建設・供給部門の責任者として着任。
1997年から2000年まではウズベキスタン郵便電気通信開発国家基金総裁を務め、2000年から2001年まではウズベキスタン郵便電気通信庁次長の座に就く。2002年5月30日、アリポフは同国副首相、情報通信技術問題主任責任者、ウズベキスタン通信情報庁長官を兼任。2012年には国内有数の電気通信会社であったウズトゥンロビタとの交渉を円滑に遂行出来なかったとして、副首相の座を一時解任された。
2016年に短期間、2度目の副首相に任命された後、同年12月12日に自由民主党によって、首相候補に指名された。同年12月14日、首相に正式に任命される。